# NGC 2103
NGC 2103 est une nébuleuse en émission située dans la constellation de la Table. NGC 2103 est aussi une région d'hydrogène ionisé. NGC 2103 a été découverte par l'astronome britannique John Herschel en 1834.